# 도르나바

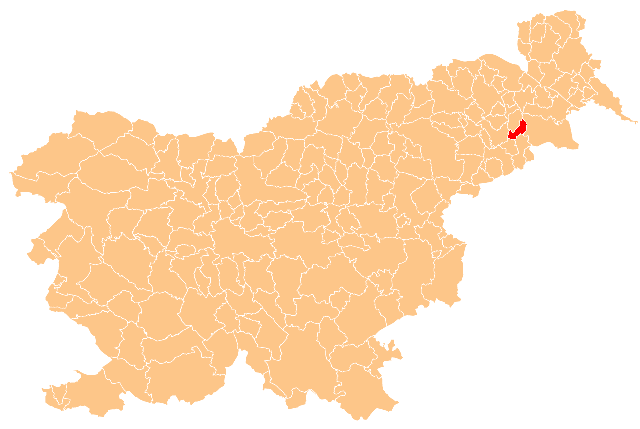
도르나바의 위치

도르나바(슬로베니아어: Dornava)는 슬로베니아의 도시로 면적은 28.4km2, 인구는 2,459명(2002년 기준), 인구 밀도는 86.6명/km2이다.